# (7445) Trajanus
(7445) Trajanus (4116 P-L) – planetoida z grupy przecinających orbitę Marsa okrążająca Słońce w ciągu 3,26 lat w średniej odległości 2,2 j.a. Odkryta 24 września 1960 roku.